# Porrhomma cambridgei
Porrhomma cambridgei är en spindelart som beskrevs av Merrett 1994. Porrhomma cambridgei ingår i släktet Porrhomma och familjen täckvävarspindlar. Inga underarter finns listade i Catalogue of Life.